# 乗鞍高原

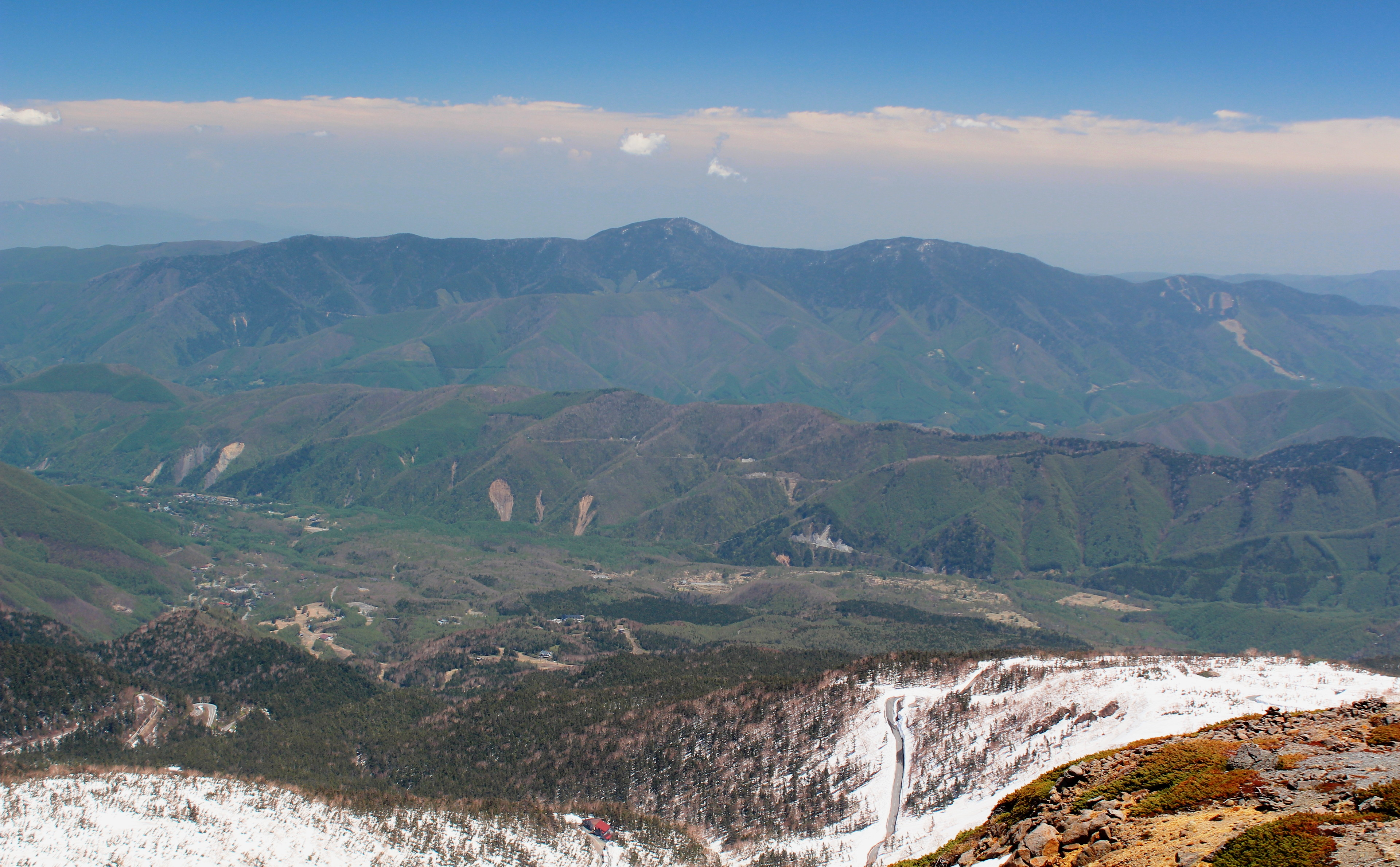
乗鞍岳山頂から見下ろした乗鞍高原の全景

乗鞍高原（のりくらこうげん）は、飛騨山脈（北アルプス）南部東側に位置する高原。
観光利用が盛んであり、夏は避暑、夏から秋にかけては登山、冬はスキーを目的とする観光客が多く訪れる。また複数の温泉が湧出しているほか、他所（湯川源泉）からの引湯もなされている。標高1600m付近に「休暇村乗鞍高原」がある。

## 概要
乗鞍岳から東麓に流出した溶岩（主に番所溶岩）によって形成された東西に細長い山麓高原である。全域が長野県松本市安曇（旧南安曇郡安曇村）の大野川区に属しており、西半部（高標高側）は中部山岳国立公園にかかる。西端の最高所で約1800m、東端の最低所で約1100mという標高があり、夏でも気候は冷涼である。
2000年の国勢調査によれば356世帯910人を数えるが、うち年少人口率は約15%、老年人口は約18%であり、日本の山間部にあっては比較的若い人口構成となっている。県道乗鞍岳線（乗鞍エコーライン）に沿って東から大野川、中平、宮ノ原、番所、千石平、楢ノ木、鈴蘭の7つの集落が存在する。
豊富な自然を生かした観光産業が発達しており、住民の多くは観光産業に従事している。ペンション・民宿・旅館・ユースホステル・国民宿舎などを合わせると100以上の宿泊施設があり、レストラン・そば店・お土産屋・貸しスキーなども多い。
3月初めには南極観測隊隊員候補が1週間、ルート工作や雪上歩行やビバークなどを訓練する、冬訓練を行う。

### 植生
高標高側ではシラカバやカラマツなどの針葉樹林が広がる一方、低標高側では広葉樹林も混じるという植生状況にある。一方広大なスキー場を擁するため草原も多く、また集落周辺には畑も見られ、ソバなどの栽培が行われている。

## 観光
自然が豊富で多様な動植物が生息する。運がよければ特別天然記念物のニホンカモシカが見られる。
1970-80年代のスキーブーム時代からは、スキー人口が大きく減少しており、冬季の観光では往時のにぎわいを失っている。
- いがやレクリエーションランド（夏季）
- 一ノ瀬園地
- 乗鞍自然園・孫市原
- 長野県乗鞍自然保護センター

### スキー場
- Mt.乗鞍
- 乗鞍高原いがやスキー場

### 温泉
- のりくら温泉郷（乗鞍三湯） - 乗鞍高原温泉・すずらん温泉・安曇乗鞍温泉

### 水辺
- 小大野川
  - 三本滝（日本の滝100選）
  - 番所大滝・番所小滝・千間淵
  - 善五郎の滝
- 牛留池
- 一の瀬川
- 前川

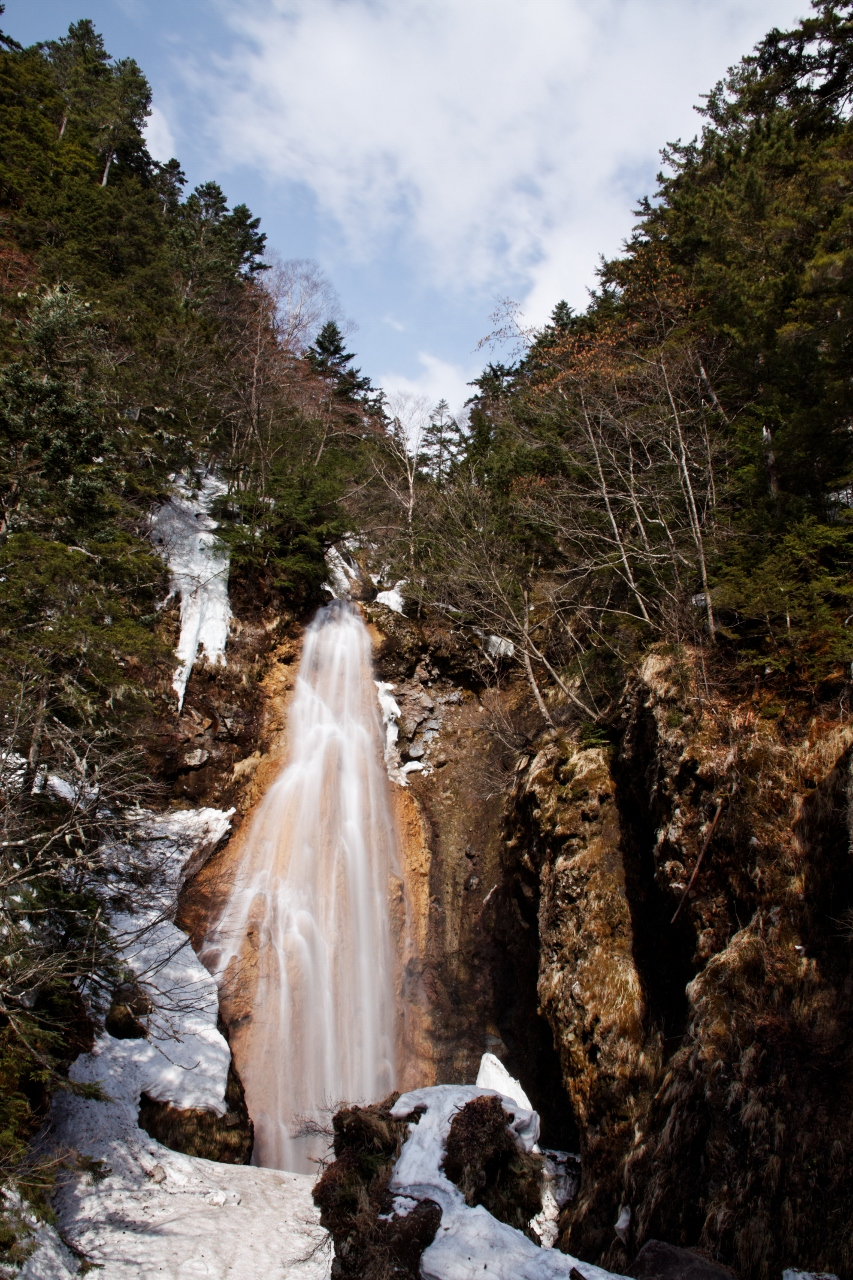
三本滝
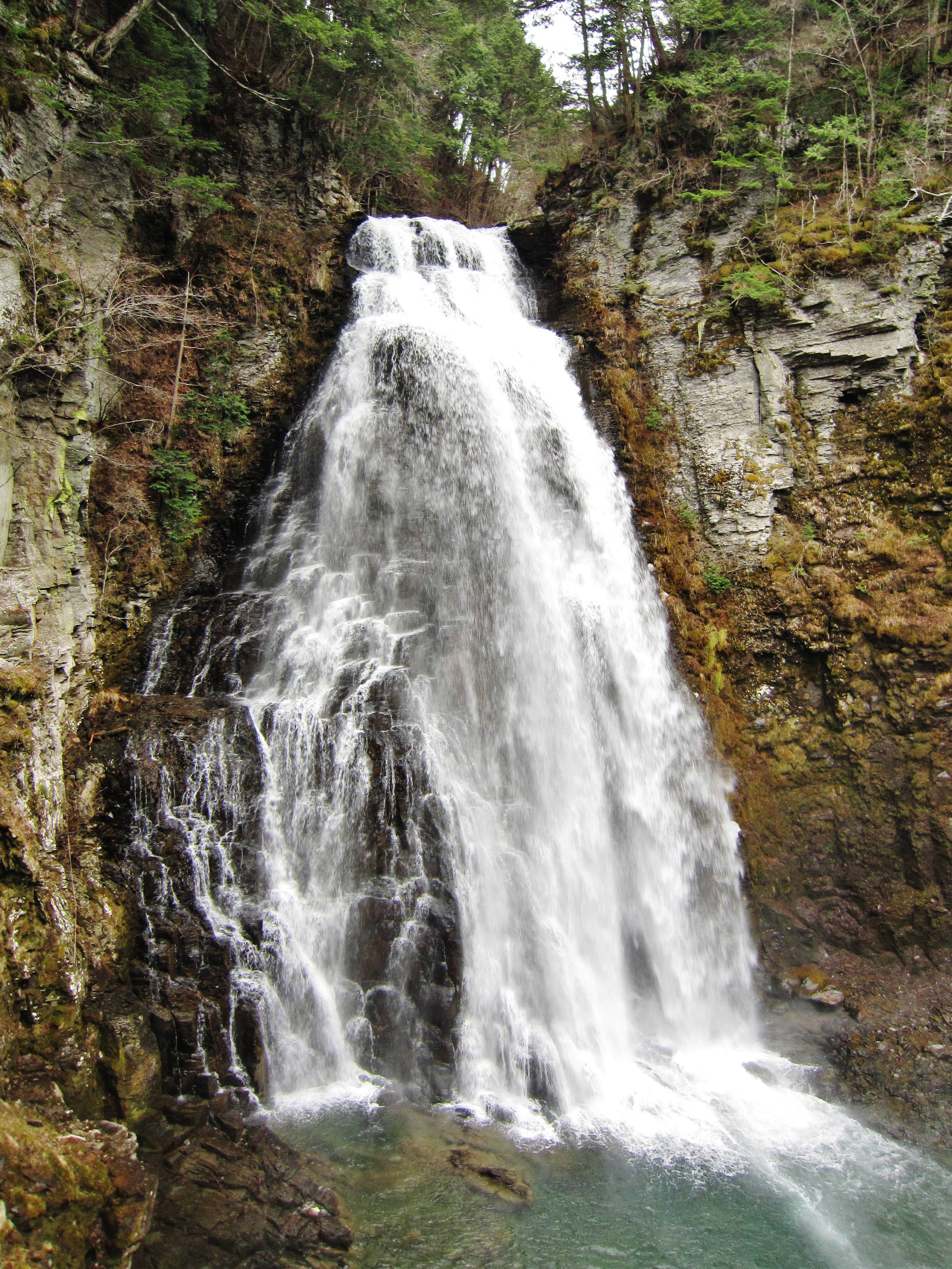
番所大滝
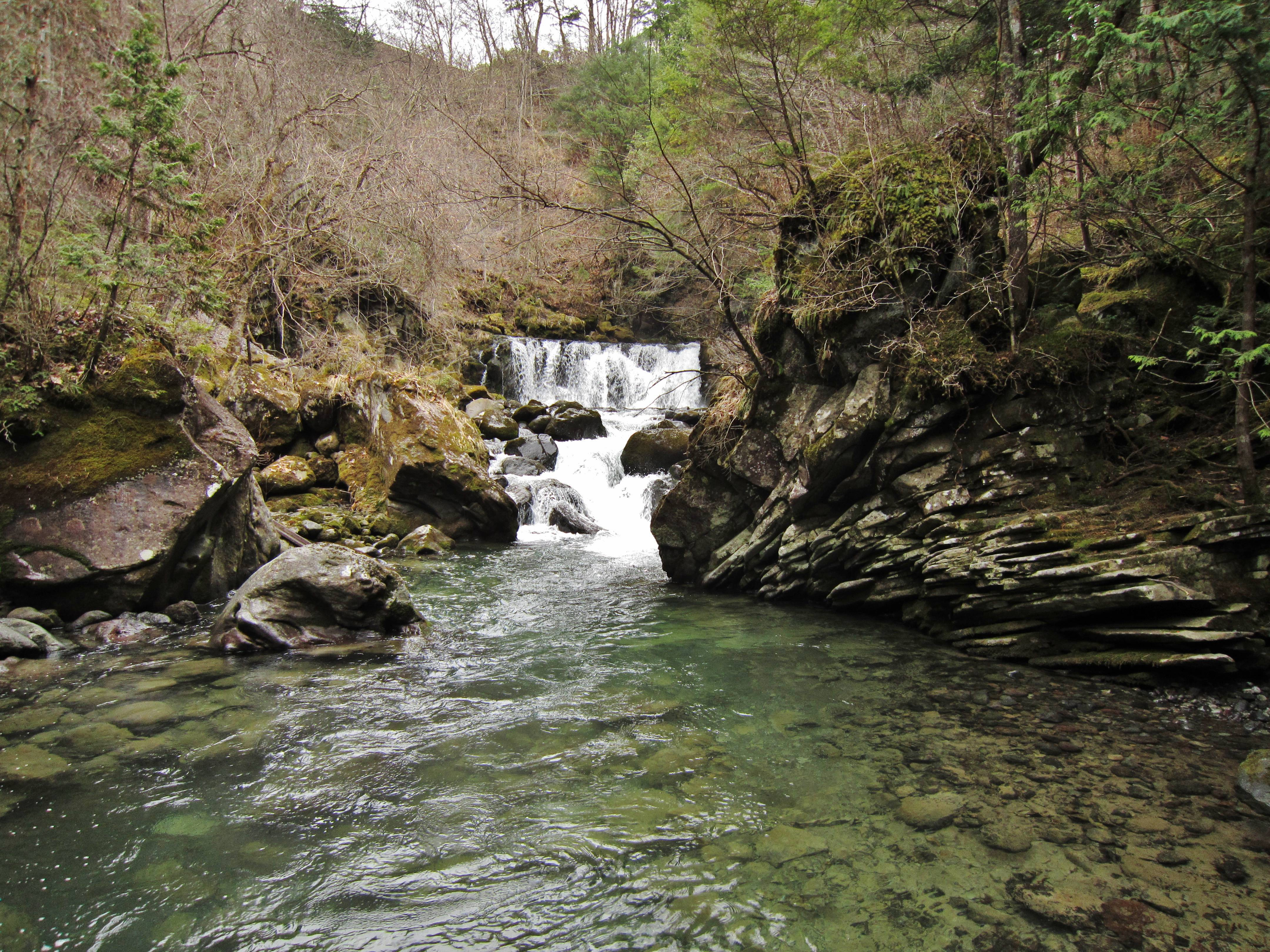
番所小滝
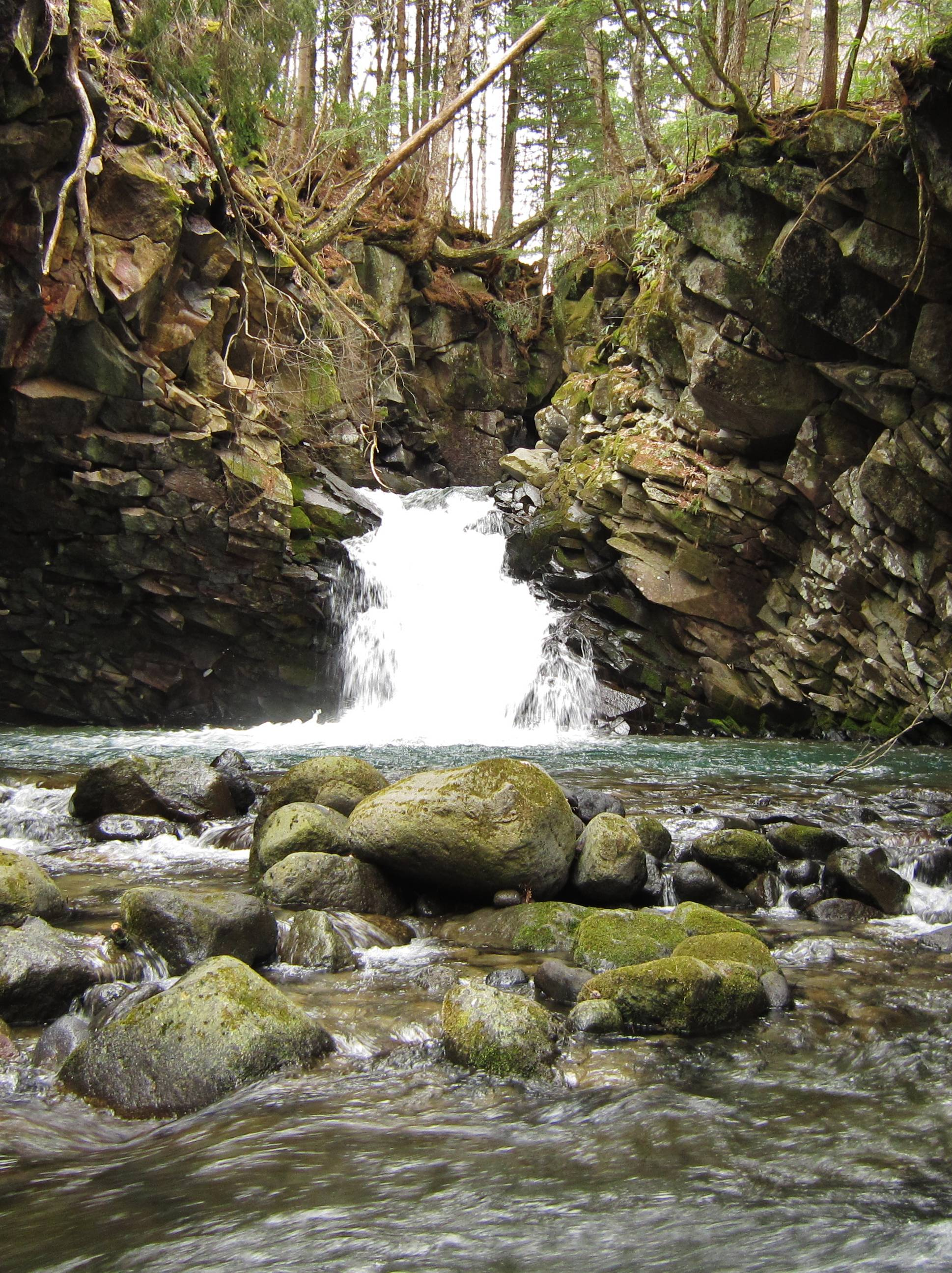
千間淵

### 遊歩道・サイクリングコース
- 乗鞍登山道
- 遊歩道
  - 白樺の小径、口笛の小径、ふたりの小径、子リスの小径、やなぎらんの小径、小梨の小径、せせらぎの小径、千間淵遊歩道
- サイクリングコース（『信州のりくら温泉郷　乗鞍高原』乗鞍高原観光案内所発行等を参照）

### その他
- キャンプ場
  - 一の瀬キャンプ場
  - ならの木オートキャンプ場
- 鈴蘭橋（紅葉の名所）
- オルガン橋
- 三本滝レストハウス
- 乗鞍高原自然園
- 梓水神社

### 観光客数
2011年７〜10月の乗鞍高原訪問観光客数は、延べ27万4900人であった。これは前年同期比10％近い減少であり、東日本大震災や6月の上高地土砂災害の他、週末に天候不順が重なった影響が大きいと考えられる。観光客数は、マイカー規制を始めた2003年の41万2500人以降、減少傾向が続いている。2012年4月28日〜5月6日に春山バス（乗鞍観光センターと乗鞍山頂近くを結ぶ）を利用したのは1316人だった。

## その他施設
- 松本市立大野川小学校・中学校
- 東京大学宇宙線研究所乗鞍観測所鈴蘭連絡所

## 交通
- 松本駅を起点とするアルピコ交通（通称・松本電鉄）上高地線の終着駅である新島々駅から路線バスが運行されている他、東京・横浜から季節運行の直行バス（さわやか信州号）も運行されている。
- 高原の中央部を東西に貫く県道乗鞍岳線が国道158号に接続しており、長野自動車道松本ICにつながっている。なお、県道乗鞍岳線は、乗鞍高原より西側（乗鞍岳方面）は一般車両の通行が禁止されている。自家用車利用で乗鞍岳へ向かう場合は、乗鞍高原内にある駐車場に駐車し、路線バス若しくはタクシーに乗り換えることになる。乗鞍岳への駐車拠点の一つである。
- 1997年（平成9年）12月6日に飛騨山脈を貫く安房トンネルが開通し、通年で車の乗り入れが可能となるなど岐阜県高山市側とのアクセスは格段に向上した。